# 北西
北西（ほくせい）は、8方位の1つ。古くは西北（せいほく）といった。北と西の中間で、方位角は315°である。反対の方位は南東。
南北を先にする表し方は西洋からの習慣であり、東西を先にする表し方は東洋からの習慣である。

## 古方位

古代中国の世界観では天は円形で地は方形と考えられており、西北は方形の四隅（これを四維という）の一つに位置するとされた。
前漢の書籍『淮南子』天文訓では夏至の日に太陽が沈むところが西北維とされている。他の古方位では十二支で戌亥、八卦で乾と表された。このため日本では十二支の和訓からこの方角のことをいぬいといい、乾の訓にも当てた。さらに細かく十二支・八卦に十干を交えた二十四方位でも乾が用いられる。